# Fújd szárazra, édes!
A Fújd szárazra, édes! (eredeti cím: Blow Dry) 2001-ben bemutatott brit–amerikai–német filmvígjáték, melyet Simon Beaufoy forgatókönyvéből Paddy Breathnach rendezett. A főbb szerepekben Alan Rickman, Natasha Richardson, Rachel Griffiths és Josh Hartnett látható.

## Cselekmény
Nagy nap virrad az angliai kisvárosra, Keighleyre: kihirdetik, hogy a rangos nemzeti fodrászbajnokság ez évi versenyét itt fogják tartani. A város polgármestere, Tony (Warren Clarke), természetesen nagyon izgatott és azt szeretné, ha a helyi hajművész, Phil Allen (Alan Rickman) képviselné a várost a bajnokságban. Azonban a volt fodrászbajnok, aki jelenleg egy kis szalon tulajdonosa, éppen ezt nem akarja. Ugyanis még mindig nem heverte ki, hogy a tíz évvel ezelőtti verseny előtti estén felesége, Shelley (Natasha Richardson) megszökött a modelljével, Sandrával (Rachel Griffiths), hogy közös üzletbe kezdjenek és rá hagyta fiuk, Brian (Josh Hartnett) felnevelését is. Brian most apjával együtt tevékenykedik a fodrászszakmában.
Amint a versenyzők megérkeznek a városkába, köztük a jelenlegi bajnokcsapat, Phil régi riválisa, Ray Roberts (Bill Nighy) vezetésével, a helybeliek különbözőképpen reagálnak. Ray modellje a lánya, Christine (Rachael Leigh Cook) és asszisztense, Louis (Hugh Bonneville) először kényelmetlenül érzik magukat a városkában, de aztán a lány találkozik Briannal és beleszeret. Shelley nemrégen szerzett tudomást arról, hogy a rákkal vívott csatában vesztésre áll, ezért még egyszer utoljára be akar szállni a versenybe. Brian is szeretne nevezni, mivel reméli, hogy abbahagyhatja a helyi halottasházban a tetemek frizuráján való gyakorlást. A verseny kezdetén Shelley és Brian habozva bár, de egy csapatban indulnak, s az egymást követő fordulókon át Phil érzelmei is felbolydulnak, s végül a családtagok kibékülnek egymással és persze megnyerik a nagy versenyt is.

## Szereplők
| Színész            | Szerep                  | Magyar hang       |
| ------------------ | ----------------------- | ----------------- |
| Alan Rickman       | Phil Allen              | Helyey László     |
| Natasha Richardson | Shelley Allen           | Kovács Nóra       |
| Rachel Griffiths   | Sandra                  | Hámori Eszter     |
| Rachael Leigh Cook | Christina Robertson     | Nemes Takách Kata |
| Josh Hartnett      | Brian Allen             | Markovics Tamás   |
| Bill Nighy         | Ray (Raymond) Robertson | Rosta Sándor      |
| Warren Clarke      | Tony                    | Láng József       |
| Hugh Bonneville    | Louis                   | Moser Károly      |
| Rosemary Harris    | Daisy                   | Kassai Ilona      |
| Heidi Klum         | Jasmine                 | Farkasinszky Edit |
| Peter McDonald     | Vincent                 |                   |
| Michael McElhatton | Robert                  |                   |
| David Bradley      | Noah                    | Izsóf Vilmos      |